# No One
No One (svenska: Ingen), eller Vanilija på slovenska, är en låt framförd av den slovenska sångerskan Maja Keuc. Låten representerade Slovenien vid Eurovision Song Contest 2011 i Düsseldorf i Tyskland där den slutade på trettonde plats i finalen den 14 maj med 96 poäng. Musiken är skriven av Matjaž Vlašič och texten är skriven av Urša Vlašič. Den 27 februari 2011 vann låten EMA 2011, Sloveniens uttagning till Eurovision Song Contest. Den slovenska versionen släpptes den 23 februari 2011 och den engelska versionen släpptes den 26 mars 2011. Den 6 april släpptes låtens musikvideo.

## Versioner
No One (EP)
1. "No One" (Singel version) – 3:01
2. "Vanilija" (Singel version) – 3:01
3. "No One" (Instrumental) – 3:01
4. "No One" (Karaoke) – 3:01
5. "Vanilija" (Karaoke) – 2:59

Indigo
1. "No One" (Remix) – 3:02

## Listplaceringar
| Lista (2011) | Topplacering |
| ------------ | ------------ |
| Slovenien    | 1            |